# Marlene Hellene
Marlene Hellene (* 1979, bürgerlich: Marlene Ottendörfer) ist eine deutsche Autorin, Kolumnistin, Bloggerin und Rechtspflegerin. Sie lebt mit ihrem Mann und ihren beiden Kindern im Landkreis Karlsruhe.

## Karriere
Marlene Ottendörfer wurde zunächst auf sozialen Medien, insbesondere auf Twitter (heute X), unter ihrem Pseudonym Marlene Hellene bekannt. Dort kommentierte sie ihr Familienleben aus der Perspektive einer Mutter zwischen Selbstfürsorge und gesellschaftlicher Fremderwartung. Die Resonanz auf ihre Online-Texte und „treffsicheren Pointen über das Elternleben“ führte zu Buchveröffentlichungen im Rowohlt Verlag. Laut Vogue ist Marlene Hellene „einer der lustigsten Menschen im Internet“.
2018 erschien ihr erstes Buch Man bekommt ja so viel zurück – Leitfaden für verwirrte Mütter, das Einblicke in den Alltag junger Mütter gibt.
In ihrem zweiten Werk Zu groß für die Babyklappe (2020) widmete sie sich dem modernen Elternsein zwischen Erwartung, Überforderung und gesellschaftlichem Druck. 
Mit Bauch frei! Ein Plädoyer für eine selbstbestimmte Schwangerschaft (2022) thematisierte sie die Widersprüche, mit denen Schwangere heute konfrontiert sind – zwischen Empowerment, medizinischer Kontrolle und gesellschaftlichen Vorstellungen von der „idealen Mutter“. Margarete Stokowski befand: „Wenn Sie finden, dass Schwangere die Klappe halten sollten, wird dieses Buch Sie wahnsinnig machen. Für alle anderen ist es eine aufklärende und bereichernde Lektüre, teils lustig, teils beruhigend und teils wütend machend. Also genau richtig.“
Ihr aktuelles Buch Ich liebe MEINE KINDER machen mich fertig – Muttergefühle von Hach bis Ach (2024) beinhaltet eine Sammlung von Geschichten und Beobachtungen über das Muttersein. Es erreichte Platz 12 der Spiegel-Bestsellerliste im Bereich Sachbuch Taschenbuch. Angela Wittmann, Redakteurin der Brigitte, schrieb darüber: „JEDER Mutter wünsche ich dieses Buch von Marlene Hellene. (…) Geweint wird vor Lachen, Rührung – oder weil Verständnis einfach so guttut.“
Neben ihren Büchern schreibt Ottendörfer Texte und Kolumnen, unter anderem für die Süddeutsche Zeitung, die Brigitte und ZEIT Online. Zwischen März 2024 und April 2025 hat sie bei Spiegel Online vierzehntägig Leser*innenfragen rund um das Thema Elternschaft unter der Rubrik #FragMarleneHellene beantwortet.

## Werke
- Man bekommt ja so viel zurück. Leitfaden für verwirrte Mütter, Rowohlt, Hamburg 2018, ISBN 978-3-499-63385-0.
- Zu groß für die Babyklappe, Rowohlt, Hamburg 2020, ISBN 978-3-499-00337-0.
- Bauch frei! Ein Plädoyer für eine selbstbestimmte Schwangerschaft, Rowohlt, Hamburg 2022, ISBN 978-3-499-00764-4.
- Ich liebe MEINE KINDER machen mich fertig. Muttergefühle von Hach bis Ach, Rowohlt, Hamburg 2024, ISBN 978-3-499-01313-3.